# Дзіки (Західнопоморське воєводство)
Дзіки (пол. Dziki) — село в Польщі, у гміні Щецинек Щецинецького повіту Західнопоморського воєводства.
Населення — 238 осіб (2011).

## Демографія
Демографічна структура станом на 31 березня 2011 року:
|          | Загалом | Допрацездатний вік | Працездатний вік | Постпрацездатний вік |
| -------- | ------- | ------------------ | ---------------- | -------------------- |
| Чоловіки | 118     | 34                 | 78               | 6                    |
| Жінки    | 120     | 28                 | 75               | 17                   |
| Разом    | 238     | 62                 | 153              | 23                   |